# Laroche-Saint-Cydroine
Laroche-Saint-Cydroine és un municipi francès, situat al departament del Yonne i a la regió de Borgonya - Franc Comtat. L'any 2007 tenia 1.384 habitants.

## Demografia

### Població
El 2007 la població de fet de Laroche-Saint-Cydroine era de 1.384 persones. Hi havia 592 famílies, de les quals 160 eren unipersonals (64 homes vivint sols i 96 dones vivint soles), 208 parelles sense fills, 176 parelles amb fills i 48 famílies monoparentals amb fills.
La població ha evolucionat segons el següent gràfic:
Habitants censats

### Habitatges
El 2007 hi havia 706 habitatges, 597 eren l'habitatge principal de la família, 57 eren segones residències i 52 estaven desocupats. 582 eren cases i 106 eren apartaments. Dels 597 habitatges principals, 451 estaven ocupats pels seus propietaris, 136 estaven llogats i ocupats pels llogaters i 10 estaven cedits a títol gratuït; 12 tenien una cambra, 51 en tenien dues, 149 en tenien tres, 166 en tenien quatre i 219 en tenien cinc o més. 372 habitatges disposaven pel capbaix d'una plaça de pàrquing. A 273 habitatges hi havia un automòbil i a 244 n'hi havia dos o més.

### Piràmide de població
La piràmide de població per edats i sexe el 2009 era:
| Homes | Edats   | Dones |
| ----- | ------- | ----- |
| 0     | 95 o +  | 1     |
| 5     | 90 a 94 | 3     |
| 11    | 85 a 89 | 26    |
| 10    | 80 a 84 | 15    |
| 23    | 75 a 79 | 21    |
| 30    | 70 a 74 | 39    |
| 58    | 65 a 69 | 52    |
| 18    | 60 a 64 | 23    |
| 36    | 55 a 59 | 14    |
| 36    | 50 a 54 | 54    |
| 53    | 45 a 49 | 33    |
| 60    | 40 a 44 | 54    |
| 62    | 35 a 39 | 57    |
| 42    | 30 a 34 | 36    |
| 42    | 25 a 29 | 44    |
| 10    | 20 a 24 | 36    |
| 56    | 15 a 19 | 61    |
| 44    | 10 a 14 | 43    |
| 60    | 5 a 9   | 45    |
| 46    | 0 a 4   | 13    |

## Economia
El 2007 la població en edat de treballar era de 896 persones, 667 eren actives i 229 eren inactives. De les 667 persones actives 602 estaven ocupades (320 homes i 282 dones) i 65 estaven aturades (28 homes i 37 dones). De les 229 persones inactives 93 estaven jubilades, 60 estaven estudiant i 76 estaven classificades com a «altres inactius».

### Ingressos
El 2009 a Laroche-Saint-Cydroine hi havia 591 unitats fiscals que integraven 1.374 persones, la mediana anual d'ingressos fiscals per persona era de 18.384 €.

### Activitats econòmiques
Dels 24 establiments que hi havia el 2007, 1 era d'una empresa alimentària, 7 d'empreses de construcció, 9 d'empreses de comerç i reparació d'automòbils, 2 d'empreses de transport, 1 d'una empresa d'hostatgeria i restauració, 2 d'empreses de serveis, 1 d'una entitat de l'administració pública i 1 d'una empresa classificada com a «altres activitats de serveis».
Dels 9 establiments de servei als particulars que hi havia el 2009, 1 era una oficina de correu, 1 taller de reparació d'automòbils i de material agrícola, 2 paletes, 1 guixaire pintor, 2 lampisteries, 1 perruqueria i 1 restaurant.
Dels 3 establiments comercials que hi havia el 2009, 1 era una botiga de més de 120 m², 1 una botiga de menys de 120 m² i 1 una peixateria.

## Equipaments sanitaris i escolars
L'únic equipament sanitari que hi havia el 2009 era una farmàcia.
El 2009 hi havia 1 escola maternal i 1 escola elemental.

## Poblacions més properes
El següent diagrama mostra les poblacions més properes.